# PyQt
PyQt (výslovnost [paiˈkjuːt]) je vazba multiplatformního GUI toolkitu Qt pro programovací jazyk Python. Jde o jednu z možností Pythonu pro programování GUI. Alternativy jsou PySide (Qt vazba s oficiální podporou a volnější licencí), PyGTK, wxPython a Tkinter (který je dodáván s Pythonem). Stejně jako Qt, je PyQt svobodný software. PyQt je implementován jako plug-in Pythonu.
PyQt je vyvíjena dorsetskou firmou Riverbank Computing Limited. Je dostupná pod podobnou licencí jako Qt, to znamená pod GNU/GPL-2 a pod komerční (placenou) licencí. PyQt je dostupná pro GNU/Linux a ostatní unixové systémy, macOS a MS Windows.

## Příklad: Hello world
Kód níže zobrazí malé okno na obrazovce.

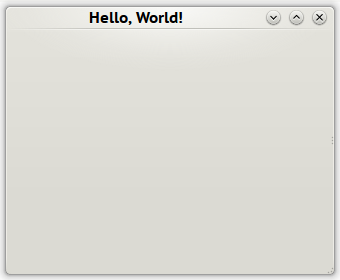
Výsledek v KDE

```
#! /usr/bin/env python

# -*- coding: utf-8 -*-

#

# Import použitých modulů.

# Základní GUI widgety jsou v modulu QtGui.

import
 
sys

from
 
PyQt4.QtGui
 
import
 
*

# PyQt4 aplikace musí vytvořit aplikační objekt.

# Aplikační objekt je v modulu QtGui.

a
 
=
 
QApplication
(
sys
.
argv
)

# V PyQt4 je QWidget základní třídou všech objektů uživatelského rozhraní.

# QtGui poskytuje implicitní konstruktor QWidget.

# Implicitní konstruktor nemá rodiče.

# Widget bez rodičů se nazývá okno.

w
 
=
 
QWidget
()

w
.
resize
(
320
,
 
240
)
 
# Metoda resize() nastaví velikost widgetu.

w
.
setWindowTitle
(
"Hello, World!"
)
 
# Nastaví název našeho okna.

w
.
show
()
 
# Metoda show() zobrazí widget na obrazovce.

sys
.
exit
(
a
.
exec_
())
 
# Vstup do smyčky událostí aplikace.

```